# Trimorus pallipes
Trimorus pallipes är en stekelart som först beskrevs av Thomson 1859.  Trimorus pallipes ingår i släktet Trimorus, och familjen gallmyggesteklar. Arten är reproducerande i Sverige.